# Перехід Вервея
Перехід Вервея (англ. Verwey transition) — фазовий електроно-упорядковувальний перехід, який відбувається в змішановалентній системі, що приводить до упорядкування формальних валентних станів у низькотемпературній фазі.
Приміром, зміна порядку розміщення Fe3+ та Fe2+ йонів у октаедричних положеннях кристалів феромагнетиту
Fe3+[Fe3+Fe2+]O4 при T < 120 K.